# Malawi i olympiska sommarspelen 2016
Malawi deltog med fem deltagare vid de olympiska sommarspelen 2016 i Rio de Janeiro. Ingen av landets deltagare erövrade någon medalj.

## Bågskytte
| Bågskytt     | Gren                           | Rankningsomgång | Rankningsomgång | Omgång 1                | Omgång 2          | Omgång 3          | Kvartsfinal       | Semifinal         | Final / BM        | Final / BM       |
| Bågskytt     | Gren                           | Poäng           | Seed            | Motståndare Poäng       | Motståndare Poäng | Motståndare Poäng | Motståndare Poäng | Motståndare Poäng | Motståndare Poäng | Placering        |
| ------------ | ------------------------------ | --------------- | --------------- | ----------------------- | ----------------- | ----------------- | ----------------- | ----------------- | ----------------- | ---------------- |
| Areneo David | Herrarnas individuella tävling | 603             | 62              | Pasqualucci (ITA) L 0–6 | Gick inte vidare  | Gick inte vidare  | Gick inte vidare  | Gick inte vidare  | Gick inte vidare  | Gick inte vidare |

## Friidrott
Förkortningar
- Notera– Placeringar avser endast det specifika heatet.
- Q = Tog sig vidare till nästa omgång
- q = Tog sig vidare till nästa omgång som den snabbaste förloraren eller, i fältgrenarna, genom placering utan att nå kvalgränsen
- NR = Nationellt rekord
- N/A = Omgången fanns inte i grenen
- Bye = Idrottaren behövde inte tävla i omgången

Bana och väg
| Idrottare       | Gren                  | Heat     | Heat      | Final            | Final            |
| Idrottare       | Gren                  | Resultat | Placering | Resultat         | Placering        |
| --------------- | --------------------- | -------- | --------- | ---------------- | ---------------- |
| Kefasi Chitsala | Herrarnas 5 000 meter | 14:52,89 | 23        | Gick inte vidare | Gick inte vidare |
| Tereza Master   | Damernas maraton      | i.u.     | i.u.      | 2:48:34          | 98               |

## Simning
| Idrottare    | Gren                  | Heat  | Heat      | Semifinal        | Semifinal        | Final            | Final            |
| Idrottare    | Gren                  | Tid   | Placering | Tid              | Placering        | Tid              | Placering        |
| ------------ | --------------------- | ----- | --------- | ---------------- | ---------------- | ---------------- | ---------------- |
| Brave Lifa   | Herrarnas 50 m frisim | 28,54 | 83        | Gick inte vidare | Gick inte vidare | Gick inte vidare | Gick inte vidare |
| Ammara Pinto | Damernas 50 m frisim  | 30,32 | 71        | Gick inte vidare | Gick inte vidare | Gick inte vidare | Gick inte vidare |